# Sommer-Paralympics 1992/Rollstuhltennis
Bei den Sommer-Paralympics 1992 in Barcelona wurden in insgesamt vier Wettbewerben im Rollstuhltennis Medaillen vergeben. Die Sportart war erstmals im Programm der Paralympics.
Die beiden erfolgreichsten Athleten waren Randy Snow bei den Männern und Monique van den Bosch bei den Frauen: Beide gewannen jeweils in der Einzeldisziplin sowie im Doppel die Goldmedaille.

## Klassen
Bei den paralympischen Tenniswettbewerben mussten Athleten mindestens in einem Bein massive Funktionseinschränkungen haben.

## Ergebnisse

### Männer

#### Einzel
| Platz | Land               | Spieler             |
| ----- | ------------------ | ------------------- |
| 1     | Vereinigte Staaten | Randy Snow          |
| 2     | Deutschland        | Kai Schrameyer      |
| 3     | Frankreich         | Laurent Giammartini |
| 4     | Australien         | Mick Connell        |
| 5     | Frankreich         | Abde Naili          |
| 5     | Österreich         | Martin Legner       |
| 5     | Vereinigte Staaten | Brad Parks          |
| 5     | Österreich         | Robert Troppacher   |

#### Doppel
| Platz | Land                   | Spieler                              |
| ----- | ---------------------- | ------------------------------------ |
| 1     | Vereinigte Staaten     | Brad Parks Randy Snow                |
| 2     | Frankreich             | Thierry Caillier Laurent Giammartini |
| 3     | Deutschland            | Kai Schrameyer Stefan Bitterauf      |
| 4     | Österreich             | Martin Legner Robert Troppacher      |
| 5     | Japan                  | Mitsuo Iwasaki Yasukatsu Omori       |
| 5     | Kanada                 | Peter Cameron Paul Johnson           |
| 5     | Schweiz                | Bernard Goldblat Martin Erni         |
| 5     | Vereinigtes Königreich | Simon Hatt Jayant Mistry             |

### Frauen

#### Einzel
| Platz | Land                   | Spielerin              |
| ----- | ---------------------- | ---------------------- |
| 1     | Niederlande            | Monique van den Bosch  |
| 2     | Niederlande            | Chantal Vandierendonck |
| 3     | Deutschland            | Regina Isecke          |
| 4     | Vereinigtes Königreich | Janet McMorran         |
| 5     | Frankreich             | Oristelle Marx         |
| 5     | Japan                  | Kanae Kitamoto         |
| 5     | Frankreich             | Arlette Racineux       |
| 5     | Vereinigte Staaten     | Nancy Olson            |

#### Doppel
| Platz | Land                   | Spielerinnen                                 |
| ----- | ---------------------- | -------------------------------------------- |
| 1     | Niederlande            | Chantal Vandierendonck Monique van den Bosch |
| 2     | Vereinigte Staaten     | Lynn Seidemann Nancy Olson                   |
| 3     | Frankreich             | Oristelle Marx Arlette Racineux              |
| 4     | Vereinigtes Königreich | Christine Blackmore Janet McMorran           |
| 5     | Australien             | Randa Hinson Sue Twelftree                   |
| 5     | Israel                 | Tiki Aharoni Marlin Miller                   |

## Medaillenspiegel
| Platz | Land               | G | S | B | Gesamt |
| ----- | ------------------ | - | - | - | ------ |
| 01    | Niederlande        | 2 | 1 | – | 3      |
| 01    | Vereinigte Staaten | 2 | 1 | – | 3      |
| 03    | Deutschland        | – | 1 | 2 | 3      |
| 03    | Frankreich         | – | 1 | 2 | 3      |